# Tungstibite
La tungstibite è un minerale appartenente al gruppo della koechlinite.